# Trichanthemis
 Trichanthemis   Regel & Schmalh., 1877 è un genere di piante angiosperme dicotiledoni della famiglia delle Asteraceae, sottofamiglia Asteroideae, tribù Anthemideae (Asian-southern African grade) e sottotribù Handeliinae.

## Etimologia
Il nome del genere deriva da una parola greca "trixoj-anqoj" che significa "fiori pelosi".
Il nome scientifico del genere è stato definito dai botanici Eduard August von Regel (1815-1892) e Johannes Theodor Schmalhausen (1849-1894) nella pubblicazione Trudy Imperatorskago S.-Peterburgskago Botaniceskago Sada. Acta Horti Petropolitani. St. Petersburg (Trudy Imp. S.-Peterburgsk. Bot. Sada 5: 617) del 1877.

## Descrizione
Portamento. Le specie di questo genere sono perenni, con habitus sia erbaceo che di tipo subarbustivo. L'indumento è formato da lunghi peli basifissi.
Fusto. La parte aerea in genere è eretta, semplice o ramosa. 
Foglie. Le foglie sono disposte in modo alternato. La lamina all'apice è trifida o del tipo 1-2-pennatosetta.
Infiorescenza. Le sinflorescenze comprendono capolini solitari. Le infiorescenze vere e proprie sono composte da un capolino terminale di tipo sia radiato che discoide, normalmente con fiori eterogami (raramente omogami). La struttura dei capolini è quella tipica delle Asteraceae: un peduncolo sorregge un involucro, con forme emisferiche oppure ob-coniche, composto da diverse brattee, al cui interno un ricettacolo fa da base ai fiori di due tipi: fiori del raggio e fiori del disco. Le brattee, a consistenza erbacea (scariose sui margini chiari o scuri), sono disposte in modo più o meno embricato su più serie (da 3 a 5). Il ricettacolo, da sparsamente a densamente peloso, è emisferico e privo di pagliette a protezione della base dei fiori. 
Fiori.  I fiori sono tetra-ciclici (formati cioè da 4 verticilli: calice – corolla – androceo – gineceo) e pentameri (calice e corolla formati da 5 elementi). Si distinguono in:
- fiori del raggio (esterni): sono femminili fertili disposti su una sola serie; la forma è ligulata (zigomorfa); a volte possono mancare o essere sterili;
- fiori del disco (centrali): sono più numerosi con forme brevemente tubulose (attinomorfe); sono ermafroditi fertili.

- Formula fiorale:

*/x K {\displaystyle \infty }, [C (5), A (5)], G 2 (infero), achenio
- Calice: i sepali del calice sono ridotti ad una coroncina di squame.

- Corolla: le corolla, più o meno pelose, sono ligulate (quelle del raggio) o tubolari terminanti con 5 lobi (quelle centrali). I colori sono bianco, rosa o violetto per i fiori periferici, e giallo per quelli centrali.

- Androceo: l'androceo è formato da 5 stami (alternati ai lobi della corolla) sorretti da filamenti generalmente liberi (con collari larghi/snelli); gli stami sono connati e formano un manicotto circondante lo stilo. Il tessuto endoteciale (rivestimento interno dell'antera) è quasi sempre non polarizzato. Il polline è sferico con un diametro medio di circa 25 micron; è tricolporato (con tre aperture sia di tipo a fessura che tipo isodiametrica o poro) ed è echinato (con punte sporgenti).

- Gineceo: l'ovario è infero uniloculare formato da 2 carpelli. Lo stilo (il recettore del polline) è profondamente bifido (con due stigmi divergenti) e con le linee stigmatiche marginali separate o contigue. I due bracci dello stilo hanno una forma troncata e possono essere papillosi o ricoperti da ciuffi di peli.

Frutti. I frutti sono degli acheni con pappo (a volte il pappo può mancare). La forma degli acheni è ob-conica con sezione trasversale circolare. I fianchi sono percorsi da 5 - 8 coste longitudinali. Il pappo è formato da una coroncina apicale con 5 - 10 setole simili a scaglie con forme da ovate a lineari-ellittiche. Il pericarpo, densamente peloso può avere oppure no delle cellule mucillaginifere (le sacche resinose sono sempre assenti).

## Biologia
Impollinazione: l'impollinazione avviene tramite insetti (impollinazione entomogama tramite farfalle diurne e notturne).

Riproduzione: la fecondazione avviene fondamentalmente tramite l'impollinazione dei fiori (vedi sopra).

Dispersione: i semi (gli acheni) cadendo a terra sono successivamente dispersi soprattutto da insetti tipo formiche (disseminazione mirmecoria). In questo tipo di piante avviene anche un altro tipo di dispersione: zoocoria. Infatti gli uncini delle brattee dell'involucro (se presenti) si agganciano ai peli degli animali di passaggio disperdendo così anche su lunghe distanze i semi della pianta. Inoltre per merito del pappo (se presente) il vento può trasportare i semi anche a distanza di alcuni chilometri (disseminazione anemocora).

## Distribuzione e habitat
Le specie di questo genere sono distribuite in Asia centrale-occidentale (Afghanistan, Kazakistan, Kirghizistan, Tagikistan, Uzbekistan).

## Sistematica
La famiglia di appartenenza di questa voce (Asteraceae o Compositae, nomen conservandum) probabilmente originaria del Sud America, è la più numerosa del mondo vegetale, comprende oltre 23.000 specie distribuite su 1 535 generi, oppure 22 750 specie e 1 530 generi secondo altre fonti (una delle checklist più aggiornata elenca fino a 1 679 generi). La famiglia attualmente (2021) è divisa in 16 sottofamiglie; la sottofamiglia Asteroideae è una di queste e rappresenta l'evoluzione più recente di tutta la famiglia.

### Filogenesi
Il gruppo di questa voce è descritto nella tribù Anthemideae, una delle 21 tribù della sottofamiglia Asteroideae). In base alle ultime ricerche nella tribù sono stati individuati (provvisoriamente) 4 principali lignaggi (o cladi): "Southern hemisphere grade", "Asian-southern African grade", "Eurasian grade" e "Mediterranean clade". Il genere  Trichanthemis  (insieme alla sottotribù Handeliinae) è incluso nel clade Asian-southern African grade..
Storicamente nella struttura interna della sottotribù si individuano due gruppi principali: (1) "Handelia Group" e (2) Cancrinia Group; il genere di questa voce fa parte del Cancrinia Group. In questo gruppo sono state individuate alcune sinapomorfie: habitus compatto, portamento scaposo e brattee involucrali con margini marrone scuro.
I caratteri distintivi del genere sono:
- il portamento di queste specie è erbaceo perenne o subarbustivo;
- gli acheni sono densamente pelosi;
- l'apice degli acheni possiede un corona di 4 - 12 scaglie.

### Elenco delle specie
Questo genere ha 6 specie:
- Trichanthemis afghanica Podlech
- Trichanthemis aurea  Krasch.
- Trichanthemis glabriflora  Novopokr. & Sidorenko
- Trichanthemis karataviensis  Regel & Schmalh.
- Trichanthemis paradoxus  (C.Winkl.) Tzvelev
- Trichanthemis radiata  Krasch. & Vved.